# Озана Которска
Блажена Озана Которска (Релези, 25. новембар 1493. — Котор, 27. април 1565) је српска римокатоличка светица.
Рођена је у селу Релези (ужи предио властелинске породице Црнојевић, у средњовјековној Горњој Зети, односно област касније Љешанске нахије, у Старој Црној Гори). У српској православној породици Косић је на крштењу добила име Катарина. У раној младости пастирица, у млетачки Котор је дошла са четрнаест година и радила као служавка у познатој властелинској породици Александра Бућа. Брзо се посветила редовничком послу, а 1515. године је пришла трећем реду Св. Доминика.
Након положених завјета, мијења своје крштено име у Озана (на успомену блажене Озане, из Мантове, коју узима за узор). Настанила се у ћелији, близу цркве Св. Павла, у Котору и уз њу основала самостан доминиканских трећореткиња. Због потврђених подвижничких врлина током живота и на чудотворењу послије смрти – папа Пије XI је 21. децембра 1927. године дозволио јавно и црквено поштовање блажене Озане. Тиме је некадашња српска пастирица, которска служавка и доминиканска трећореткиња, постала прва католичка јужнословенска светица.